# ラマザン・クラマゴメドフ
ラマザン・クラマゴメドフ（ロシア語: Рамазан Курамагомедов、英語: Ramazan Kuramagomedov、1996年8月23日 - ）は、ロシアの男性総合格闘家。ダゲスタン共和国マハチカラ出身。アメリカン・トップチーム所属。現Bellator世界ウェルター級王者。

## 来歴
ロシアのダゲスタン共和国マハチカラで生まれ、幼少期にレスリングを始める。15歳から総合格闘技のトレーニングを始め、ロシア選手権で優勝するなど活躍しスポーツマスターの称号を授与された。2014年、プロ総合格闘技デビュー。

### Bellator
2023年6月16日、Bellator初参戦となったBellator 297でジャリール・ウィリスと対戦し、左膝蹴りでダウンを奪いパウンドで1RKO勝ち。

#### Bellator世界王座獲得
2022年2月11日、Bellator Champions Series 3のBellator世界ウェルター級タイトルマッチで王者ジェイソン・ジャクソンに挑戦し、3-0の5R判定勝ち。王座獲得に成功した。

## 戦績
| 総合格闘技 戦績 | 総合格闘技 戦績 | 総合格闘技 戦績 | 総合格闘技 戦績 | 総合格闘技 戦績 | 総合格闘技 戦績 | 総合格闘技 戦績 |
| --------------- | --------------- | --------------- | --------------- | --------------- | --------------- | --------------- |
| 13 試合         | (T)KO           | 一本            | 判定            | その他          | 引き分け        | 無効試合        |
| 13 勝           | 2               | 6               | 5               | 0               | 0               | 0               |
| 0 敗            | 0               | 0               | 0               | 0               | 0               | 0               |

| 勝敗 | 対戦相手                       | 試合結果                         | 大会名                                                                                            | 開催年月日     |
| ○    | ジェイソン・ジャクソン         | 5分5R終了 判定3-0                | Bellator Champions Series 3: Jackson vs. Kuramagomedov 【Bellator世界ウェルター級タイトルマッチ】 | 2024年6月22日  |
| ○    | ランドール・ウォレス           | 2R 3:49 リアネイキドチョーク     | Bellator 301: Amosov vs. Jackson                                                                  | 2023年11月17日 |
| ○    | ジャリール・ウィリス           | 1R 1:24 KO（左膝蹴り→パウンド）  | Bellator 297: Nemkov vs. Romero                                                                   | 2023年6月16日  |
| ○    | ジョン・ハワード               | 5分3R終了 判定3-0                | EFC 44                                                                                            | 2022年1月28日  |
| ○    | マティアス・フアレス           | 2R 4:58 リアネイキドチョーク     | UAE Warriors 22                                                                                   | 2021年9月4日   |
| ○    | トレバー・オリソン             | 2R 3:22 肩固め                   | CFFC 85                                                                                           | 2020年9月18日  |
| ○    | メリスベク・アブドラフマノフ   | 1R 1:51 肩固め                   | Krepost Fight Club - Krepost Fighting Championship                                                | 2019年12月14日 |
| ○    | ジョーダン・ウィリアムズ       | 5分3R終了 判定2-1                | Dana White's Contender Series 21                                                                  | 2019年7月23日  |
| ○    | ロバート・ヘール               | 5分3R終了 判定3-0                | PFL 7                                                                                             | 2018年8月30日  |
| ○    | ジョルジ・ワレンティノフ       | 2R 0:45 ギロチンチョーク         | ACB 81                                                                                            | 2018年2月23日  |
| ○    | ミンダウカス・ヴェルズビッカス | 5分3R終了 判定3-0                | ACB 75                                                                                            | 2017年11月25日 |
| ○    | 赤沢幸典                       | 1R 2:09 KO（ボディへの右前蹴り） | ACB 57                                                                                            | 2017年4月15日  |
| ○    | ハサン・マシェーフ             | 1R 2:00 腕ひしぎ十字固め         | Severo-Kavkazsky Federal Okrug - SKFO Championships                                               | 2014年8月30日  |

## 獲得タイトル
- 第10代Bellator世界ウェルター級王座（2024年）